# Boletus occidentalis
Boletus occidentalis es una especie de hongo boleto en la familia Boletaceae. Se le ha encontrado creciendo bajo  Pinus occidentalis en Jarabacoa, República Dominicana, fue descrito en el 2007.